# نموذج تمييزي
النموذج التمييزي والتي يشار إليها أيضًا النموذج الشرطي ، هي فئة من النماذج اللوجستية المستخدمة للتصنيف أو الانحدار. وهي تميز حدود القرار من خلال البيانات المرصودة، مثل النجاح والفشل، أو الفوز والخسارة، أو الحياة والموت، أو الصحة والمرض.
من النماذج التمييزية النموذجية الانحدار اللوجستي (LR) والحقول العشوائية المشروطة (CRFs) (المحددة على رسم بياني غير موجه) وأشجار القرار وغيرها الكثير. تتضمن مناهج النماذج المولدة النموذجية مصنفات بايز الساذجة ونماذج الخليط والمرمز التلقائي وشبكات الخصومة المولدة وغيرها.